# NGC 5102
NGC 5102是半人马座 A/M83星系团中的一个透镜星系。它是由约翰·赫歇尔在1835年发现的。

## 距离测量
至少使用了两种技术来测量到NGC 5102的距离。表面亮度波动距离测量技术是根据螺旋星系的核球的粒状外观来估计与螺旋星系的距离的，使用该技术测量到NGC 5102的距离为13.0±0.8 百万光年（4.0±0.2百万秒差距）。但是，NGC 5102足够近，以至于可以使用红巨星支尖的方法来估计其距离，使用该技术测量到的NGC 5102的估计距离为11.1±1.3百万光年（3.40±0.39 百万秒差距）。将这些距离测量值平均在一起，得出的距离估计值为12.1±0.7百万光年（3.70±0.23百万秒差距）。